# 케이피앤쇼
케이피앤쇼는 TV 드라마와 영화를 기획하는, 작가 중심의 콘텐츠 제작법인으로, 2007년 9월, 작가 박상연과 작가 김영현이 설립하였다. 2008년, 백운철 작가를 집필작가로 하여, KBS 월화드라마 <최강칠우>를 창립작품으로 극본 크리에이팅 하였다. 두 작가를 중심으로 하여, 다수의 집필작가와 구성작가로 구성되어 있으며, 본사는 서울 여의도에 위치한다.

## 주요작품
- 2008년 KBS <최강칠우>, 올리브나인/퓨처원
- 2011년 MBC <로열 패밀리>, 퓨처원, CJ미디어
- 2011 SBS <뿌리깊은나무>
- 2012년 SBS <청담동 앨리스>, SBS
- 2015년 SBS <육룡이나르샤>
- 2019년 tvN <아스달연대기>

## 참고 자료
- '“누가 세경에게 돌을 던질 수 있을까요”' PD저널 (2013. 1. 29)
- '공동 집필·집단 창작…드라마 집필 방식 '진화' 세계일보 (2013. 1. 15)
- '<TV 돋보기> '청담동 앨리스'에 '로열패밀리'가 떴다?' 스포츠한국 (2012. 12. 24)
- ‘미드’식 작가 시스템 ‘한드’서도 통할까 경향신문 (2012. 12. 26)
- '김영현, 박상연, 권음미 대중들은 이젠 착한 사람을 못 견딘다.' 씨네21 (2011. 4. 29)
- '<로열 패밀리> 작가 “처음부터 인숙을 용서하려고 쓴 드라마가 아니었다”' 10 asia (2011. 4. 29)
- “절망적인 세계에서 작은 희망, 그걸 본 거다”, 매거진T
- '뭐하는 사람들인고?', 한겨레
- '드라마 작가 시스템도 미드 바람', 헤럴드 경제
- '최강칠우 미드식 크리에이팅 시스템 본격 적용', OSEN